# Cartorhynchus lenticarpus
Cartorhynchus lenticarpus es una especie y género extintos de reptil marino que cuenta con ciertas características, que le debían permitir también desplazarse por superficies terrestres. Esta especie, cuyas características rellenan un hueco en el árbol evolutivo de los ictiosaurios.
Es uno de los más antiguos reptiles marinos mesozoicos, viviendo hace aproximadamente 248 millones de años.

## Etimología
El nombre del género Cartorhynchus deriva del griego y significa "hocico acortado", mientras que el nombre de la especie, lenticarpus , proviene del latín y significa "de la muñeca flexible."

## Descubrimiento
Ryousike Montani, de la Universidad de California, Davis y Da-yong Jiang, de la Universidad de Pekín, quien junto a sus colegas descubrieron el fósil en una mina en Majiashan cerca de la ciudad de Hefei, en la provincia de Anhui, China, en 2011; el cual está bien conservado y solo le falta parte de la cola, y se conserva en el museo geológico de esa provincia. 
Se cree que posiblemente el fósil sea de un individuo joven, debido a su pequeño tamaño, órbitas oculares grandes, pico corto y las falanges mal osificadas.

## Rango temporal
El fósil tiene 248 millones de antigüedad y vivió al principio del periodo Triásico inferior (piso Olenekiense), un momento perfecto para la innovación evolutiva: 4 millones de años después de la peor extinción masiva de la historia en Tierra, al final de la Era Paleozoica (extinción masiva del Pérmico-Triásico), que acabara con incontables criaturas marinas al final del período Pérmico y principio del periodo Triásico, cuando desapareció hasta el 90% de las especies terrestres y el 70% de las especies marinas. Esta especie emergió rápidamente como depredador del nuevo ecosistema marino nacido tras la calamidad.

## Historia evolutiva
Esta especie conserva características de reptiles diápsidos terrestres, que incluyen un hocico y tronco del cuerpo corto, a diferencia de los ictiosauriformes totalmente marinos. La nueva especie es compatible con las relaciones de grupos hermanos entre los ictiosauriformes y los Hupehsuchia, que juntos conforman el grupo Ichthyosauromorpha. Los ictiosauromorfos basales (anteriores y antecesores de los verdaderos ictiosaurios) son conocidos exclusivamente del sur de China, lo que sugiere que el clado se originó en la región, que formaba un ambiente cálido y húmedo de un archipiélago tropical en el Triásico Inferior. El registro más antiguo de un sauropterigio es también de la misma unidad estratigráfica de la región.

## Clasificación y filogenia
Los análisis filogenéticos de Motani et al. (2014), indican que Cartorhynchus es el miembro más basal de un clado (Ichthyosauriformes) que incluye a los ictiopterigios basales como Chaohusaurus, Parvinatator, Utatsusaurus, Grippia y Gulosaurus) y a los ictiosaurios propiamente dichos. A su vez, los ictiosauriformes cosntituirían el grupo hermano de los enigmáticos hupehsuquios (Hupehsuchus, Nanchangosaurus y Parahupehsuchus) dentro del clado Ichthyosauromorpha. No está claro si el espécimen de Cartorhynchus perteneció a un individuo joven; en cualquier caso, sus características únicas lo distinguen de otros ictiosauriformes primitivos presentes en el mismo depósito.
El siguiente cladograma muestra a Cartorhynchus y sus relaciones filogenéticas con los otros ictiosaurimorfos:
|  | Cymbospondylus                                                |
|  |                                                               |
|  | \| \| Mixosauria \| \| \| \| \| \| Merriamosauria \| \| \| \| |
|  |                                                               |
|  | Mixosauria                                                    |
|  |                                                               |
|  | Merriamosauria                                                |
|  |                                                               |

|  | Mixosauria     |
|  |                |
|  | Merriamosauria |
|  |                |

|  | Cymbospondylus                                                |
|  |                                                               |
|  | \| \| Mixosauria \| \| \| \| \| \| Merriamosauria \| \| \| \| |
|  |                                                               |
|  | Mixosauria                                                    |
|  |                                                               |
|  | Merriamosauria                                                |
|  |                                                               |

|  | Mixosauria     |
|  |                |
|  | Merriamosauria |
|  |                |

|  | Cymbospondylus                                                |
|  |                                                               |
|  | \| \| Mixosauria \| \| \| \| \| \| Merriamosauria \| \| \| \| |
|  |                                                               |
|  | Mixosauria                                                    |
|  |                                                               |
|  | Merriamosauria                                                |
|  |                                                               |

|  | Mixosauria     |
|  |                |
|  | Merriamosauria |
|  |                |

|  | Cymbospondylus                                                |
|  |                                                               |
|  | \| \| Mixosauria \| \| \| \| \| \| Merriamosauria \| \| \| \| |
|  |                                                               |
|  | Mixosauria                                                    |
|  |                                                               |
|  | Merriamosauria                                                |
|  |                                                               |

|  | Mixosauria     |
|  |                |
|  | Merriamosauria |
|  |                |

|  | Cymbospondylus                                                |
|  |                                                               |
|  | \| \| Mixosauria \| \| \| \| \| \| Merriamosauria \| \| \| \| |
|  |                                                               |
|  | Mixosauria                                                    |
|  |                                                               |
|  | Merriamosauria                                                |
|  |                                                               |

|  | Mixosauria     |
|  |                |
|  | Merriamosauria |
|  |                |

|  | Cymbospondylus                                                |
|  |                                                               |
|  | \| \| Mixosauria \| \| \| \| \| \| Merriamosauria \| \| \| \| |
|  |                                                               |
|  | Mixosauria                                                    |
|  |                                                               |
|  | Merriamosauria                                                |
|  |                                                               |

|  | Mixosauria     |
|  |                |
|  | Merriamosauria |
|  |                |

|  | Cymbospondylus                                                |
|  |                                                               |
|  | \| \| Mixosauria \| \| \| \| \| \| Merriamosauria \| \| \| \| |
|  |                                                               |
|  | Mixosauria                                                    |
|  |                                                               |
|  | Merriamosauria                                                |
|  |                                                               |

|  | Mixosauria     |
|  |                |
|  | Merriamosauria |
|  |                |

|  | Cymbospondylus                                                |
|  |                                                               |
|  | \| \| Mixosauria \| \| \| \| \| \| Merriamosauria \| \| \| \| |
|  |                                                               |
|  | Mixosauria                                                    |
|  |                                                               |
|  | Merriamosauria                                                |
|  |                                                               |

|  | Mixosauria     |
|  |                |
|  | Merriamosauria |
|  |                |

## Descripción
En el registro fósil no había ningún resto de animal intermedio entre los ictiosaurios y los reptiles terrestres de los que habrían evolucionado.
Es más pequeño que los ictiopterigios, pudo haber medido 40 cm de longitud y pesado solamente 2 kilogramos.
Tenían una cabeza alargada. A diferencia de los ictiosaurios, este fósil tenía un hocico corto, como los reptiles terrestres, que podría ser el resultado de su adaptación para succionar comida.
Otra diferencia con los ictiosaurios totalmente adaptados a la vida marina, es que este individuo tenía aletas inusualmente grandes y flexibles, también contaba con articulaciones flexibles en la zona de la muñeca, como las que tienen las focas, con extremidades inferiores cortas y separadas, los huesos de las costillas eran gruesos, todo ello, probablemente le permitieron una locomoción terrestre limitada mientras pasaba la mayor parte del tiempo en el agua. Los huesos, son más gruesos que los de los ictiosaurios conocidos, esta característica respaldaría la teoría de que la mayor parte de los reptiles marinos que previamente habían sido terrestres se convirtieron en animales más fuertes al hacer esa transición. Por ejemplo, tener huesos más fuertes les habría ayudado a hacer frente a las olas a lo largo de la costa, antes de sumergirse al fondo del mar.

## Paleobiología

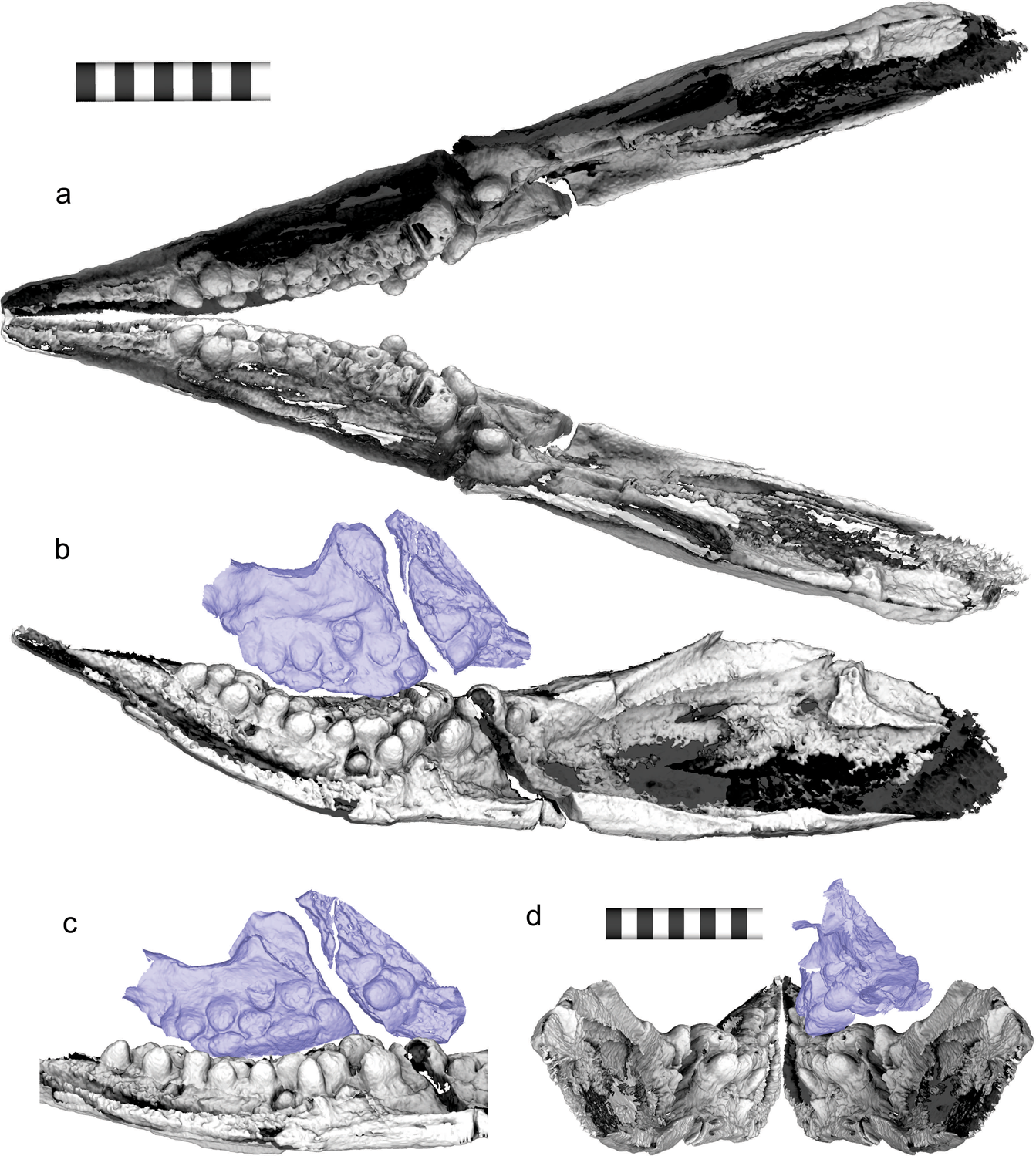
Reconstrucción 3D de la postura mandibular.

Tenía un hocico muy corto que heredó de su antecesor terrestres. A diferencia de muchos otros ictiosaurios, los cuales eran depredadores de rápidos de persecución. Con base en la forma de su cuerpo y las grandes aletas, esta especie probablemente no era un nadador rápido, tenía una constitución corporal y una estrategia de alimentación parecidas a las de Shastasaurus y Guizhouichthyosaurus, que consistía en alimentarse por succión de las criaturas de cuerpo blando que habitan el fondo, en lo que entonces era un archipiélago tropical.